# Nas (Rapper)

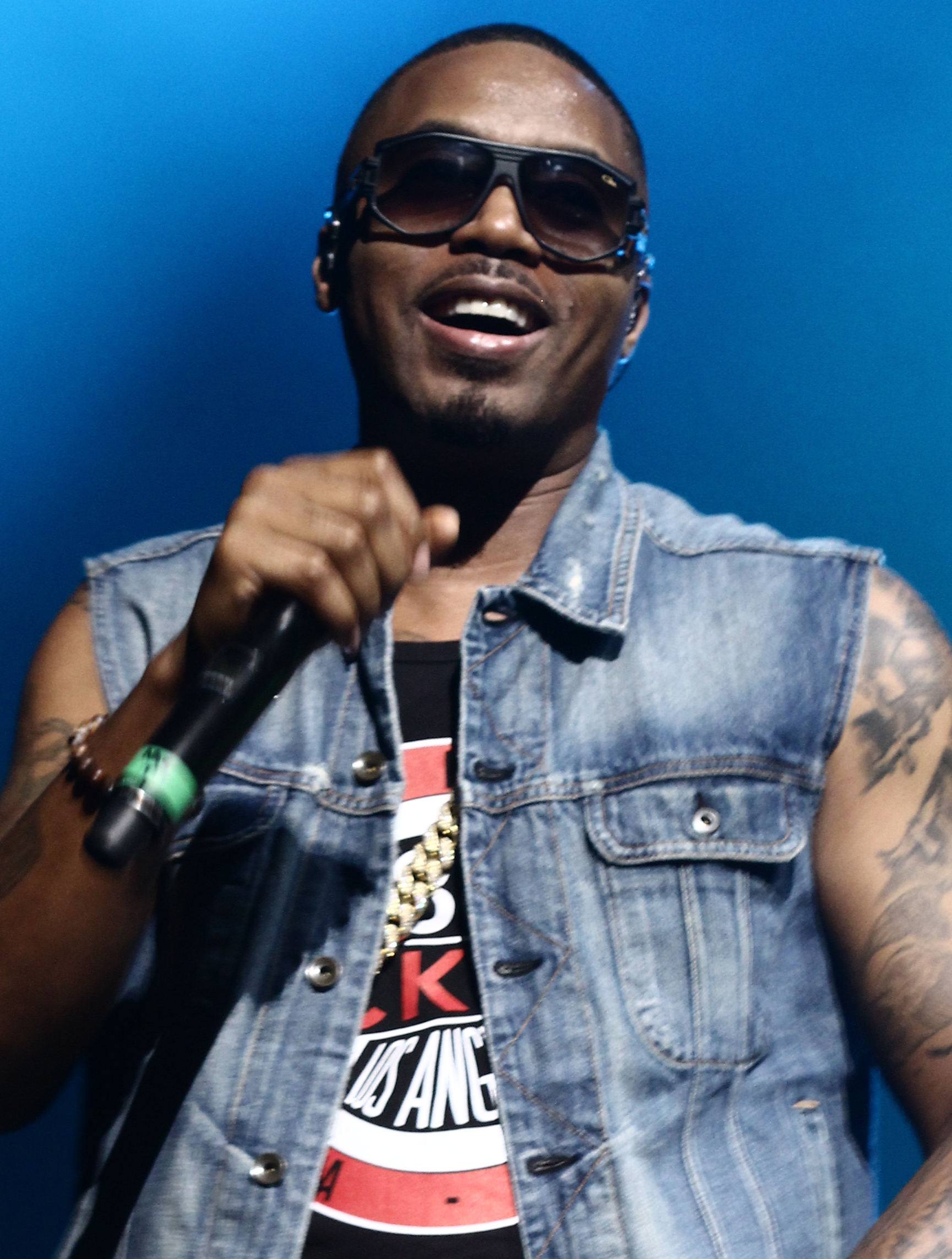
Nas in Paris (2014)

Nas (* 14. September 1973 in Brooklyn, New York City; bürgerlich Nasir bin Olu Dara Jones) ist ein US-amerikanischer Rapper. Seine Karriere begann in Queensbridge, einem sozialen Brennpunkt in New York, der eine hohe Kriminalitätsrate aufweist. Illmatic, sein Debütalbum aus dem Jahr 1994, gilt heute als ein Meilenstein in der Hip-Hop-Szene.
Nas gehört zur Gruppe der Lyricists und sieht sich selbst als modernen Poeten. Nas steht sowohl als Abkürzung für seinen Vornamen Nasir als auch für „Nigga Against Society“ und für „Not All Surrender“. Er zählt aufgrund seiner politischen Denkweise und seiner erbrachten Leistungen für den Hip-Hop zu den bedeutendsten zeitgenössischen Rappern.

## Biografie

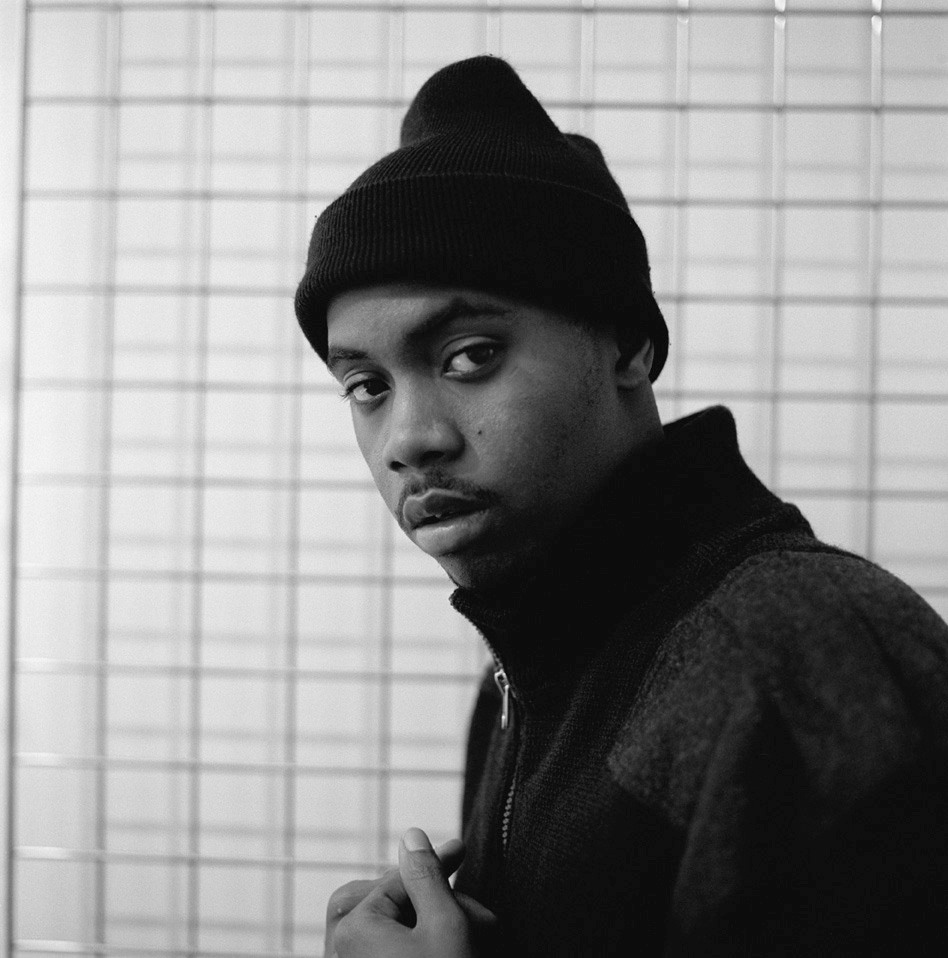
Nas (1998)

### Kindheit, Jugend und frühe Karriere (1973–1992)
Nas wurde 1973 als Sohn des Jazzmusikers Olu Dara (geb. Charles Jones III; * 1941) und der Postbeamtin Fannie Ann Jones (geb. Little; * 1941; † 2002) im Stadtteil Crown Heights im New Yorker Bezirk Brooklyn geboren. Er hat einen jüngeren Bruder namens Jabari, der den Spitznamen „Jungle“ bekam, da er im Kongo auf die Welt kam. Nas’ bürgerlicher Name lautet Nasir bin Olu Dara Jones. Der Name Nasir bedeutet im Arabischen so viel wie „der Helfer und Beschützer“. Bin ist ein Bestandteil männlicher arabischer Namen mit der Bedeutung „Sohn von“. Familie Jones verbrachte die ersten fünf Jahre nach Nas’ Geburt in Crown Heights, bevor sie in einen Wohnblock nach Queensbridge im Stadtbezirk Queens zog. Olu Dara verließ seine Frau 1986, als Nas 13 Jahre alt war. Ann Jones zog die beiden Söhne daraufhin alleine auf. Kurz nach der Trennung seiner Eltern tauchte Nas immer tiefer in die afrikanische Kultur ein und verfasste darüber Kurzgeschichten. Nach der achten Klasse brach er die Schule ab und begann, auf der Straße Drogen zu verkaufen. Er lernte autodidaktisch über Afrika und seine Zivilisation, den Koran, die Bibel sowie die Five Percent Nation. Außerdem befasste er sich mit dem Ursprung der Rapmusik und hörte New Yorker Hip-Hop-Radiostationen.
Von damaligen Rap-Stars wie Rakim und Kool G Rap inspiriert, entwickelte er den Wunsch nach einer Karriere als Rapper. Er machte seinen Nachbarn und besten Freund Willy „Ill Will“ Graham zu seinem DJ. Nas war anfangs unter dem Pseudonym Kid Wave bekannt, bis er sich schließlich in Nasty Nas umbenannte. Nas und Graham trafen bald den Produzenten und Queens-Anwohner Large Professor, der die beiden Jugendlichen mit seiner Gruppe Main Source bekanntmachte. 1991 bekam er die Chance, an dem Main-Source-Album Breaking Atoms mitzuwirken und durfte als Gast eine Strophe auf dem Song Live at the Barbeque rappen. Trotz der vorhandenen Begeisterung im direkten Umfeld wurde Nas von allen Major-Labeln abgelehnt und bekam keinen Plattenvertrag. Nas und sein Partner begannen wieder mit der gemeinsamen Arbeit, die aber nicht von Dauer war, da Graham am 23. Mai 1992 in Queensbridge auf offener Straße von einem Unbekannten erschossen wurde.

### Die Aufnahme und Veröffentlichung vonIllmatic(1992–1995)
Mitte des Jahres 1992 lernte Nas MC Serch von 3rd Bass kennen, der sein Manager wurde und ihm noch im selben Jahr einen Plattendeal bei Columbia Records verschaffen konnte. Nas machte sein Solodebüt mit der Single Halftime zum Soundtrack des Films Zebrahead. Nas steigerte sich in seinen Leistungen und er bekam einen weiteren Auftritt in dem Song Back To The Grill von MC Serchs Soloalbum, womit sich das Interesse für Nas kommendes Album enorm verstärkte. Nas’ Talent im Umgang mit Wörtern und Reimen beeindruckte die gesamte Hip-Hop-Gemeinschaft in New York und der nahen Umgebung.
1994 war es dann soweit – Illmatic wurde veröffentlicht. Das Album gilt heute als Meilenstein der Hip-Hop-Geschichte und die Kritik fiel damals ebenfalls überwiegend positiv aus. Von vielen wurde es als Meisterwerk oder sogar als „Blueprint“ – als Vorlage für andere Rapper – bezeichnet. Illmatic beinhaltet Texte, die überwältigende Bilder widerspiegeln, wie es sie in dieser Form noch nie zuvor gegeben hatte. An den Reglern standen nun die besten Produzenten der damaligen Zeit, zu denen Large Professor, Q-Tip, Pete Rock, DJ Premier sowie L.E.S., ein langjähriger Freund und Begleiter von Nas, zählten. Insgesamt traten auf dem Album nur zwei Gäste auf. In dem Song Life's a Bitch übernimmt Nas’ Freund AZ den ersten Teil und sein Vater Olu Dara spielt einige Stücke auf der Trompete. Neben Halftime erschienen von Illmatic noch drei weitere Single-Auskopplungen. Auf Grund der geringen kommerziellen Vermarktung wurde Illmatic anfangs kein Kassenschlager, später dann aber für über eine Million verkaufter Tonträger mit der Platin-Schallplatte ausgezeichnet.
Nach Illmatic revanchierte sich Nas bei AZ, indem er ihn bei seinem Debütalbum Doe or Die unterstützte. Er fing außerdem an, erste Kontakte mit anderen Rappern zu knüpfen und arbeitete mit dem Rap-Duo Mobb Deep bei The Infamous und mit Raekwon für das Album Only Built 4 Cuban Linx… zusammen. Nas war der erste MC außerhalb des Wu-Tang Clan, der auf einem Album eines Clan-Mitglieds als Gastmusiker vertreten war. Alle drei Projekte, an denen Nas von 1994 bis 1995 beteiligt war, einschließlich seines eigenen Werkes, erhielten von dem Hip-Hop-Magazin The Source mit fünf Mics die bestmögliche Bewertung für Alben, mit der bis zum heutigen Tag insgesamt nur 43 Alben ausgezeichnet wurden. Der Gastauftritt auf Raekwons Debüt war der Start seiner „Escobar“-Phase, in der er sich selbst als Mafioso präsentierte und sich nach dem kolumbianischen Drogenbaron und Multimilliardär Pablo Escobar benannte.

### VonIt Was WrittenzuThe Firm(1996–1998)
Columbia Records forderte Nas dazu auf, von nun an Musik zu produzieren, mit der mehr Gewinn auf dem Markt erzielt werden könne. Nas tauschte seinen Manager MC Serch für Steve Stoute ein und begann mit den Vorbereitungen für sein zweites Album It Was Written, welches bewusst in keinem gemischten Stil produziert wurde. Das Album wurde hauptsächlich von den Trackmasters produziert und die Veröffentlichung fand im Sommer 1996 statt. Die beiden Singles If I Ruled the World (Imagine That) mit Lauryn Hill von The Fugees und Street Dreams, ein Remix zusammen mit R. Kelly, wurden sofort zu Charterfolgen. Für die Songs stand ein großes Budget zur Verfügung und die dazugehörigen Videoclips wurden von Hype Williams gedreht. Das Album spiegelt Nas in seiner Rolle als Escobar wider, worin er ein Leben ähnlich wie Scarface führt, mit Zigarren, hübschen Frauen und jeder Menge Casino-Besuchen. Illmatic hingegen wird oft mit der Zeit von Nas in den Wohnprojekten als Teenager in Verbindung gebracht und mit der Zeit von Scarface verglichen, als er noch ein Tellerwäscher und kein Drogenboss war. It Was Written war gleichzeitig die Geburt von The Firm, einer Hip-Hop-Crew bestehend aus Nas, Foxy Brown, AZ und Cormega.
The Firm wurde von Dr. Dres Label Aftermath Entertainment vermarktet und die Arbeiten für das anstehende Album nahmen ihren Lauf. Während der Produktionen wurde Cormega von Steve Stoute aus der Crew geworfen und durch Nature ersetzt, da Cormega keinen Plattenvertrag bekam. Queensbridge-Kollege Cormega beschuldigte Nas, nicht eingegriffen zu haben und zählte von diesem Zeitpunkt an zu seinen wichtigsten Gegnern. Es folgte eine regelrechte Diss-Welle von Seiten Cormegas, in der Nas, Steve Stoute und Nature attackiert wurden. Nachdem The Firm: The Album im Oktober 1997 veröffentlicht worden war und schlechte Verkaufszahlen erzielt hatte, gingen alle Mitglieder getrennte Wege und konzentrierten sich auf ihre Solokarrieren. 1998 spielte Nas in Hype Williams’ Kinofilm Belly, in dem unter anderen auch DMX, Method Man und T-Boz von TLC vertreten waren, die Hauptrolle. Im gleichen Zeitraum unterschrieb Nas einen Werbevertrag bei der Modemarke Willie Esco, der im Jahr 2000 wieder aufgelöst wurde, da Nas mit den Geschäftsbedingungen nicht weiter einverstanden war.

### VonI Am…zuNastradamus(1998–2000)
1998 startete Nas mit den Arbeiten für ein Doppelalbum, das den Namen I Am… The Autobiography tragen sollte. Es war beabsichtigt, die beiden Charaktere von seinen vorherigen Alben aus waschechtem Street-Hop und den neuesten Club-Bangern miteinander zu vereinen. Anfang 1999 waren die Arbeiten für das Album abgeschlossen und ein Videoclip zu DJ Premiers produzierten Single Nas Is Like war auch abgedreht. Ein großer Teil der Tracks von I Am… wurden illegal auf Tauschbörsen im Internet angeboten, worauf Nas und sein Manager beschlossen, Ersatzmaterial aufzunehmen und diese Songs als einzelne Singles zu veröffentlichen. Zu den im Internet verbreiteten Songs zählen Amongst Kings, Blaze A 50, Drunk By Myself, Hardest Thing to Do Is Stay Alive, U Gotta Love It, Find Ya Wealth, Project Windows, Fetus, Wanna Play Rough, Sometimes I Wonder, Daydreamin und Stay Scheming.
Das Album enthielt eine prallgefüllte Gästeliste mit Aaliyah, Scarface und DMX, um nur einige Künstler zu nennen. Als zweite offizielle Single für I Am… wurde Hate Me Now mit Puff Daddy ausgewählt. Nas rechnet in dem Song mit all denjenigen ab, die ihn beschuldigen, seine Glaubwürdigkeit verloren zu haben, und er wird im dazugehörigen Musikvideo symbolisch, ähnlich wie Jesus Christus, gekreuzigt. Nach dem Videodreh verlangte Diddy aus unbekannten Gründen, seine Szene während der Kreuzigung zu entfernen. Letztendlich wurde der Videoclip aber ungeschnitten auf MTV ausgestrahlt und am 15. April 1999 von TRL ausgezeichnet. Schlagzeilen zufolge soll Sean Combs darauf verärgert mit einigen Bodyguards in Steve Stouts Büro gestürmt sein und ihm mit einer Champagner-Flasche auf den Kopf geschlagen haben. Nas’ Manager Stoute verklagte Combs auf Schadensersatz, jedoch konnte die Angelegenheit im Juni doch noch außergerichtlich geklärt werden.
Columbia Records und Nas haben sich darauf geeinigt, die Schwarzkopien von I Am… als separates Album unter dem Namen The Lost Tapes erst im Jahr 2002 zu veröffentlichen. Innerhalb weniger Monate schaffte Nas es noch, ein komplett neues Album namens Nastradamus aufzunehmen, das dann im November 1999 in den Handel kam. Der einzige Hit von Nastradamus war der von Timbaland produzierte Song You Owe Me in Zusammenarbeit mit dem R&B-Sänger Ginuwine. Vom ursprünglichen Doppelalbum schaffte es nur Project Windows mit Ronald Isley von den Isley Brothers auf Nastradamus. Das Album erzielte nur niedrige Verkaufszahlen und wurde mit negativer Kritik überschüttet.

### Nas’ Rivalität mit Jay-Z und Stillmatic (2000–2001)
Der von den Medien stark verbreitete Beef zwischen Nas und dem aus Brooklyn stammenden Rapper Jay-Z entstand aus einem Streit zwischen Nas und Jay-Zs Schützling Memphis Bleek. Auf Bleeks Debütalbum Coming Of Age befand sich ein Song namens Memphis Bleek Is, der dem Konzept von Nas Single Nas Is Like entsprach. Auf dem gleichen Album war der Song What You Think of That mit Bleeks Mentor Jay-Z vorhanden, in dessen Refrain die Zeile I'ma Ball 'Til I Fall/What You Think of That? vorkommt. Nas fasste diese Strophe als Antwort für seinen 1999 erschienenen Song Nastradamus auf, in welchem die Zeile „You Wanna Ball Till You Fall, I Can Help You With That/You Want Beef? I could Let a Slug Melt in Your Hat“ vorkommt, die aber an niemanden speziell gerichtet war. Memphis Bleek empfand diese Strophe jedoch als nicht gerechtfertigt und disste Nas dafür auf seinem Mixtape The Understanding auf dem Song My Mind Right mit der Zeile „And Only a Few Fit In, Your Lifestyle’s Written/So Who You Supposed to Be, Play Your Position“.
Im Jahr 2000 wurde auf Nas’ Label Ill Will Records der Sampler QB’s Finest veröffentlicht, auf dem viele bekannte Rapper aus Queensbridge, wie beispielsweise Mobb Deep, Nature, Capone, The Bravehearts, Tragedy Khadafi, Millennium Thug sowie Cormega, der sich kurz zuvor mit Nas versöhnt hatte, vertreten waren. Das Album beinhaltet außerdem Queensbridge-Legenden wie Roxanne Shante, MC Shan und Marley Marl von der Juice Crew. Shan und Marley Marl sind beide auf der ersten Single Da Bridge 2001 vertreten, die auf MC Shans und Marley Marls Da Bridge aus dem Jahr 1986 basiert. Auf diesem Song erfolgt der Gegenschlag gegen Memphis Bleek. Nas rappt auf seinem Teil „Oh You Didn't, Wanna Know Whose Life Was Written/The Life I'm Livin, The Ice, The Women“ und „Jaws Is Broke, Your Whole Crew Is Coffin Bound/Your Ho, Your Man, Lieutenant, Your Boss Get Found“.
2001 reagierte Jay-Z auf Nas’ Anspielungen während des Hot-97-Summer-Jam-Konzertes in New York, als er seinen neuen Song Takeover vorstellte und dabei negative Bemerkungen und Witze über Nas riss. Ursprünglich war Takeover als Diss-Track alleine gegen die beiden Rapper von Mobb Deep gedacht, doch am Ende des Songs schrieb Jay dann auch noch eine Strophe gegen Nas.
Nas’ Antwort auf Takeover lautete Ether. Am Anfang des Tracks werden Schüsse aus einer Pistole abgefeuert und Tupac Shakurs Stimme wiederholt den Satz „Fuck Jay-Z“. Nas beschuldigte Jay-Z, Reime von The Notorious B.I.G. gestohlen zu haben („How Much of Biggie’s Rhymes Is Gon’ Come Out Your Fat Lips?/Wanted to Be on Every Last One of My Classics“), den Namen seines Albums The Blueprint von einem bereits vorhandenen KRS-One-Album gestohlen zu haben, und dass sich Jay-Z für seinen Erfolg bei anderen Rappern einschleime („My Child, I've Watched You Grow Up to Be Famous/And Now I Smile Like a Proud Dad, Watchin His Only Son That Made It“). Des Weiteren behauptete Nas, alle Lieder auf The Blueprint seien dem Track Renagade mit Eminem unterlegen („You Ass, Went from Jaz to Hangin with Caine, to Herb, to Big/And, Eminem Murdered You on Your Own Shit“). Der Titel Ether bezieht sich auf organische Verbindungen mit einer Ethergruppe als funktioneller Gruppe. In Ether sind etwa 80 Prozent der Zeilen direkte Angriffe gegen Jay-Z und Roc-A-Fella.
Ether wurde Nas’ fünftem Studioalbum Stillmatic beigefügt und anschließend im Dezember 2001 veröffentlicht. Es sollte kein Comeback-Album sein, war kommerziell aber trotzdem erfolgreich, auch wenn nicht ganz so erfolgreich wie beispielsweise I Am… Das Album landete von Platz null auf Platz fünf in den Album-Charts. Die Single-Auskopplungen waren Got Ur Self A… und One Mic. Von den Verkaufszahlen her gab es keinen Sieger, Stillmatic und The Blueprint von Jay-Z wurden beide jeweils mit Doppel-Platin und mit fünf Mics ausgezeichnet, somit gelang es beiden Rappern, sich ein weiteres Mal einen Platz bei den besten Hip-Hop-Alben aller Zeiten zu sichern. Auf dem Summerjam 2002 hatte Nas vor, eine Strohpuppe mit dem Gesicht von Jay-Z zu lynchen und hinterher zu verbrennen, was aber nicht zu Stande kam, da der Veranstalter die Aktion in der letzten Minute verboten hatte.
Nach Ether folgte eine weitere Attacke von Jay-Z namens Supa Ugly. Jay-Z erzählt darin über den Sex mit Carmen Bryan, der Mutter von Nas’ kleiner Tochter Destiny. Nas nahm dazu Stellung und sagte aus, dass er während der Zeit, in der die Affäre stattfand, nicht mehr mit Carmen zusammen war. Auf seinem Song Blueprint 2 sagt Jay-Z in einer Zeile: „Ich weiß ich werde nicht verlieren, aber auch wenn es eine Niederlage wäre, dann war dieses Battle trotzdem eine wertvolle Erfahrung für mich“. Kurze Zeit später leitete der New Yorker Radiosender Hot 97 eine Telefonumfrage in die Wege, um der Frage nachzugehen, wer von beiden der Sieger sei. Nas entschied das Battle mit 58 Prozent der Stimmen für sich, Jay-Z erhielt 42 Prozent. Der Streit demonstrierte den weit verbreiteten Wettkampf-Gedanken im Hip-Hop, bei dem Konflikte die teils persönlicher Natur, teils nur stilisiert aufgesetzt sind, in eine musikalische und poetische Kunst verwandelt werden.
Auf Jay-Zs nächstem Album im Jahr 2002 The Blueprint 2: The Gift & the Curse erwähnt Jay-Z auf dem Song Blueprint 2 ein weiteres Mal, dass es ihm egal sei, was im Battle geschehen sei und dass er niemanden kopiere. Außerdem fällt Kritik von Jay-Z, dass sich Nas nur scheinheilig stelle und Tracks wie Black Girl Lost aufnehme, bald darauf aber der Track You Owe Me (ein Frauen diskriminierender Track) auf seinem Album zu hören sei. „Nas steht zurzeit nur im Mittelpunkt, weil er dank mir Aufmerksamkeit von den Medien geschenkt bekommt“, so Jay-Z in einem Interview.

### VonGod’s SonzuStreet's Disciple(2002–2004)

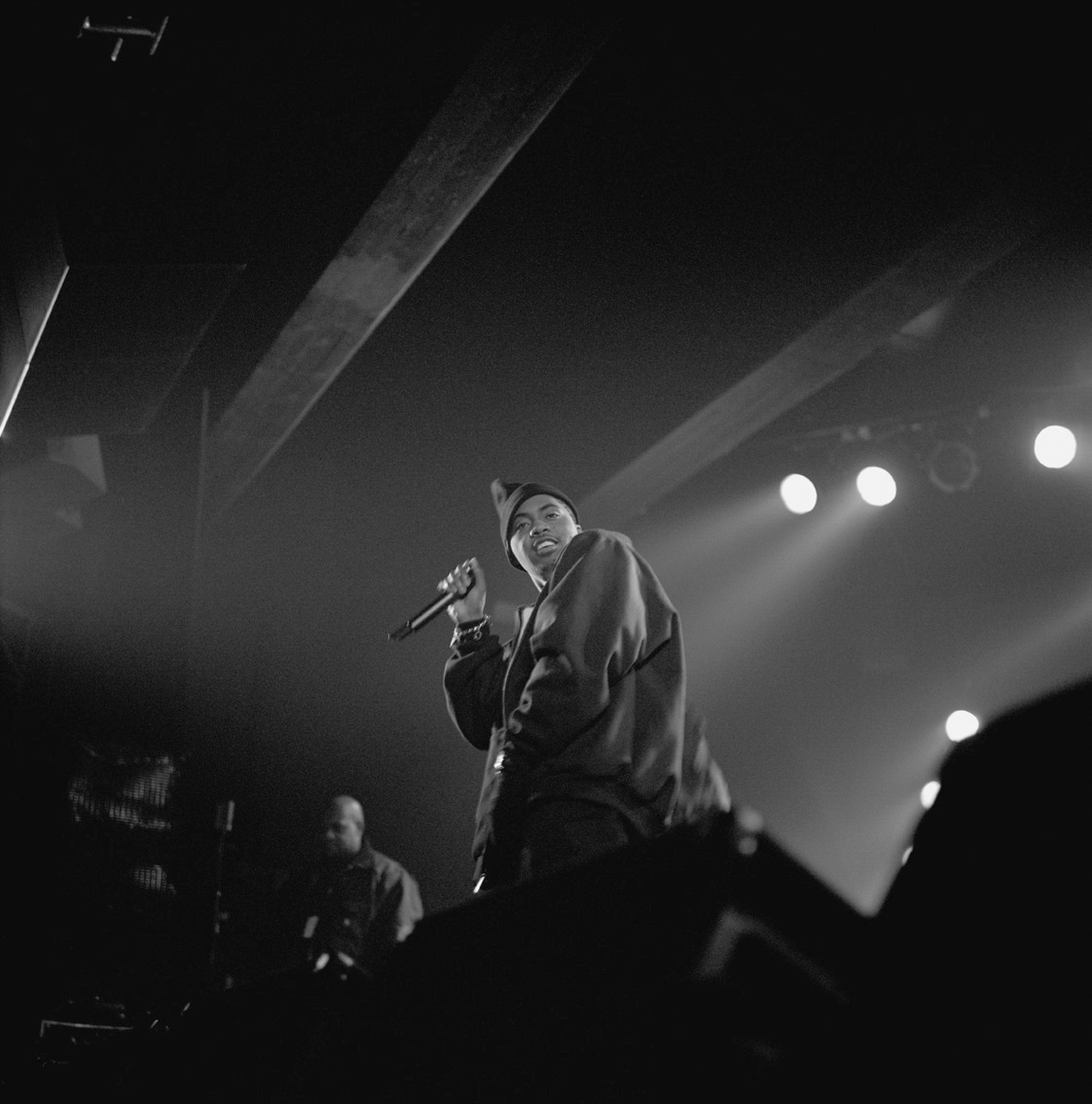
Nas bei einem Konzert in Hamburg (2003)

Im Dezember 2002 erschien das Album God’s Son mit der Single Made You Look. Nas bezeichnet sich von nun an als Geschenk Gottes und als „Mastermind“, eine Person, die keine Gewalt anwenden muss, um an sein Ziel zu kommen. Das Album erreichte in der ersten Woche nur Platz 18 in den Album-Charts. Dennoch wird es vom New Yorker Time Magazine zum besten Hip-Hop-Album 2002 gekrönt. Vom Vibe Magazine erhielt God’s Son vier Sterne und The Source vergab vier von fünf möglichen Mics. Die zweite Single des Albums war I Can und ist auf der Melodie von Für Elise aufgebaut, der vom deutschen Komponisten Ludwig van Beethoven stammt. God’s Son beinhaltet außerdem Songs, die Nas seiner 2002 an Krebs gestorbenen Mutter gewidmet hat. Nas bewies seine Vielfältigkeit im Jahr 2003, als er mit der Rockband Korn zusammenarbeitete und mit ihnen den Song Play Me für ihr Album Take a Look in the Mirror aufnahm.
Am 30. November 2004 wurde Nas erstes Doppelalbum Street's Disciple veröffentlicht. Für das spektakuläre Album-Cover ließ man sich etwas ganz Besonderes einfallen: Wie der Name Street's Disciple schon sagt, wurde Nas als Jünger verkleidet und speist wie Jesus beim Letzten Abendmahl. Die ersten beiden Singles waren Thief’s Theme und Bridging The Gap in Zusammenarbeit mit seinem Vater Olu Dara. Auf dem Album ist auch der Track These Are Our Heroes zu finden, worin prominente Sportler und Schauspieler wie Kobe Bryant, Tiger Woods und Cuba Gooding Jr. dafür kritisiert werden, dass sie ein Leben wie weiße Hotel-Erben führten und dabei ihre afrikanischen Wurzeln vergäßen. Als nächste Single wurde Just a Moment mit dem Rapper Quan ausgewählt. In dem Song geht es um das Leben und den Tod, verstorbene Künstlern wie Big L, Jam Master Jay und Big Pun, deren musikalische Verdienste gewürdigt werden. Außerdem erwähnt Quan seine Schwester, die im Irak stationiert ist. Nas trauert um seine Mutter und um seinen ehemaligen Freund und DJ, Ill Will, der Anfang der 90er Jahre ermordet wurde. Die Videoclips zu Bridging the Gap und Just a Moment wurden häufig auf MTV gespielt. Das Album erreichte den Platinstatus, war aber nicht so stark gewinnbringend wie die Vorgänger.
Am 8. Januar 2005 heiratete Nas die R&B-Sängerin Kelis Rogers nach einer zweijährigen Beziehung im engeren Freundes- und Familienkreis in Atlanta, Georgia. Sie lernten sich auf einer Aftershow-Party von P. Diddy in New York kennen und arbeiteten zuvor schon mehrere Male zusammen. Nas ist zu Gast auf Kanye Wests Album Late Registration auf dem Song We Major. Etwa zur gleichen Zeit arbeitete er auch mit Damian Marley auf dem Song Road To Zion und mit Lauryn Hill auf It Wasn't You zusammen. Juni 2005 veröffentlicht Nas den Disstrack Don't Body Ya Self (MC Burial) gegen 50 Cent im Internet. 50 Cent disste ihn zuvor auf dem Song Piggy Bank mit der Zeile „Kelis Said Her Milkshake Brings All The Boys To The Yard/ Then Nas Went And Tattooed The Bitch On His Arm“. Bald darauf veranstaltete Nas ein kostenloses Konzert im Central Park in New York und sagte zum Schluss, dass 50 Cent keinen Wert auf Qualität lege und Musik nicht aus Liebe mache, sondern nur, um möglichst viel Geld zu verdienen.

### VonHip Hop Is DeadzuUntitled(2005–2008)

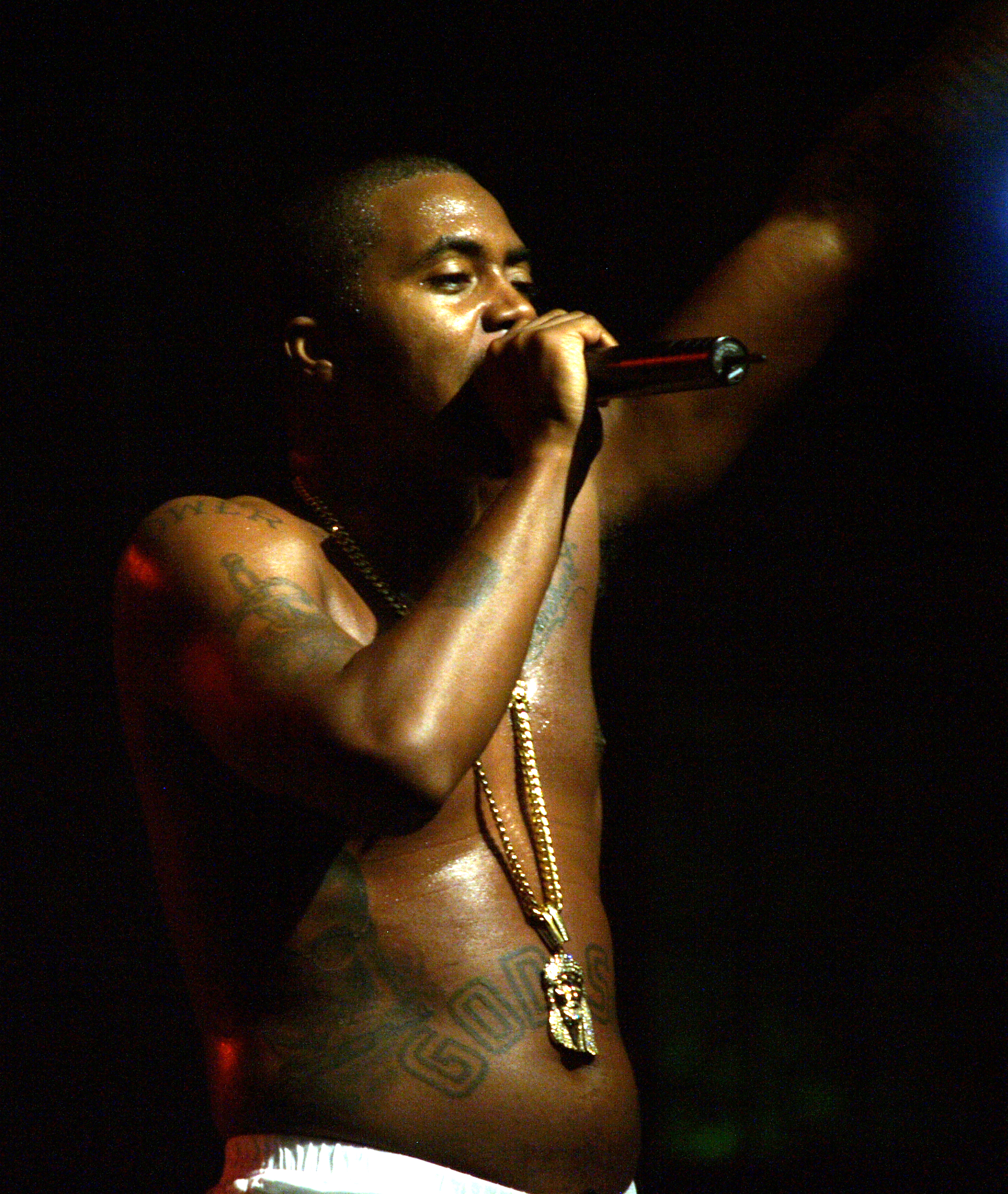
Nas live in Ottawa (2007)

Im Herbst 2005 wurde Nas von MTV auf Platz 5 der größten MCs aller Zeiten gewählt und sein Album Illmatic schaffte es auf Platz 2 der besten Hip-Hop-Alben aller Zeiten. In einem Interview sagte Nas, dass er 50 Cent am Anfang seiner Karriere seine erste echte Rolex, den ersten Bentley und Diamanten zeigte und es ihm daher ein Rätsel sei, wieso 50 Cent ihn in seinem Song einen Window Shopper nannte. Im Oktober 2005 schlossen Nas und Jay-Z auf dem I Declare War – Power House Konzert Frieden. Anstatt dass Jay-Z mit alten Feinden abrechnete, rief er Nas mit den Worten „It’s Bigger Than I Declare War – Let’s Go, Esco!“ auf die Bühne und sie rappten einige alte Songs zusammen. Im Januar 2006 wurde Nas dann von Def Jam Records unter Vertrag genommen. Im Sommer 2006 war Nas auf den Alben von DJ Hi-Tek und Busta Rhymes zu Gast.
Nas verkündete, dass sein neues Album Hip Hop Is Dead heißen würde, und darauf auch ein Track mit Jay-Z sein würde. Columbia und Def Jam würden sich den Gewinn für das Album teilen und Columbia dürfe die Rechte aller bisherigen Nas-Alben für sich behalten. Hip Hop Is Dead sollte schon am 19. September 2006 veröffentlicht werden, wurde dann aber auf Dezember verschoben. Einige Südstaaten-DJs kritisierten Nas dafür, dass er sein Album so nennt, weil damit gemeint sei, dass der Down-South-Rap den Hip-Hop zerstöre. Hip Hop Is Dead erschien am 15. Dezember 2006 in Deutschland und am 19. Dezember 2006 in den USA. Im Januar 2007 zollte KRS-One seinen Respekt an Nas in einem Song produziert von Marley Marl und bedankte sich bei Nas für seine Arbeit.
Im Februar 2007 veröffentlichte Nas drei verschiedene Remix-Versionen von dem Song Where Are They Now?. Nas arbeitete dafür mit Künstlern wie Das EFX, Kool Moe Dee, Ice-T und insgesamt noch über 30 weiteren Old-School-Hip-Hop-Legenden zusammen, wobei die drei offiziellen Remixes Where Are They Now? 80’s Remix, Where Are They Now? 90’s Remix und Where Are They Now? Westcoast Remix entstanden sind.
Nas gab im Februar auf 106 & Park bekannt, dass er im Juni 2007 seine eigene Schuhkollektion auf den Markt bringen wird. Die Sneakers würden den Namen Disciples tragen und in limitierter Auflage von der Firma 310 Global hergestellt, die schon The Games Hurricanes produziert hatten. Im Frühjahr 2007 nahm Nas im Auftrag von Nike zusammen mit den New Yorker Rappern Rakim, KRS-One, Kanye West und DJ Premier den Song Classic zum Anlass für das 25-jährige Bestehen vom Sneaker Nike Air Force 1 auf.
Der geplante Auftritt Nas’ am 6. September 2007 an der Virginia Tech im Rahmen eines Gedenkkonzertes für die Opfer des Attentats vom April 2007 sorgte schon im Vorfeld durch die Lyrics des Rappers für rege Diskussionen. Nas hatte ein neues Album bereits mit Track-Listing angekündigt, das am 15. Juli 2008 erscheinen sollte. Das Album sollte zunächst den kontroversen Titel Nigger tragen – im Oktober 2007 gab Island-Def-Jam-CEO L.A. Reid bekannt, dass er Nas unterstützen wolle. Daraufhin drohte der Musikkonzern Vivendi mit einer Strafe von 84 Millionen Dollar, sollte Nas den Titel nicht ändern. Ende April 2008 wurde die erste Single des Albums namens Be a Nigger Too im Internet veröffentlicht. Am 19. Mai 2008 zog Nas den Titel Nigger zurück. Im Juni 2008 folgte Hero als zweite Online-Veröffentlichung, die von Polow da Don produziert wurde.
Im April 2009 reichte Kelis die Scheidung von ihm ein.

### Life Is Good,NASIRundKing's Disease(2012–heute)

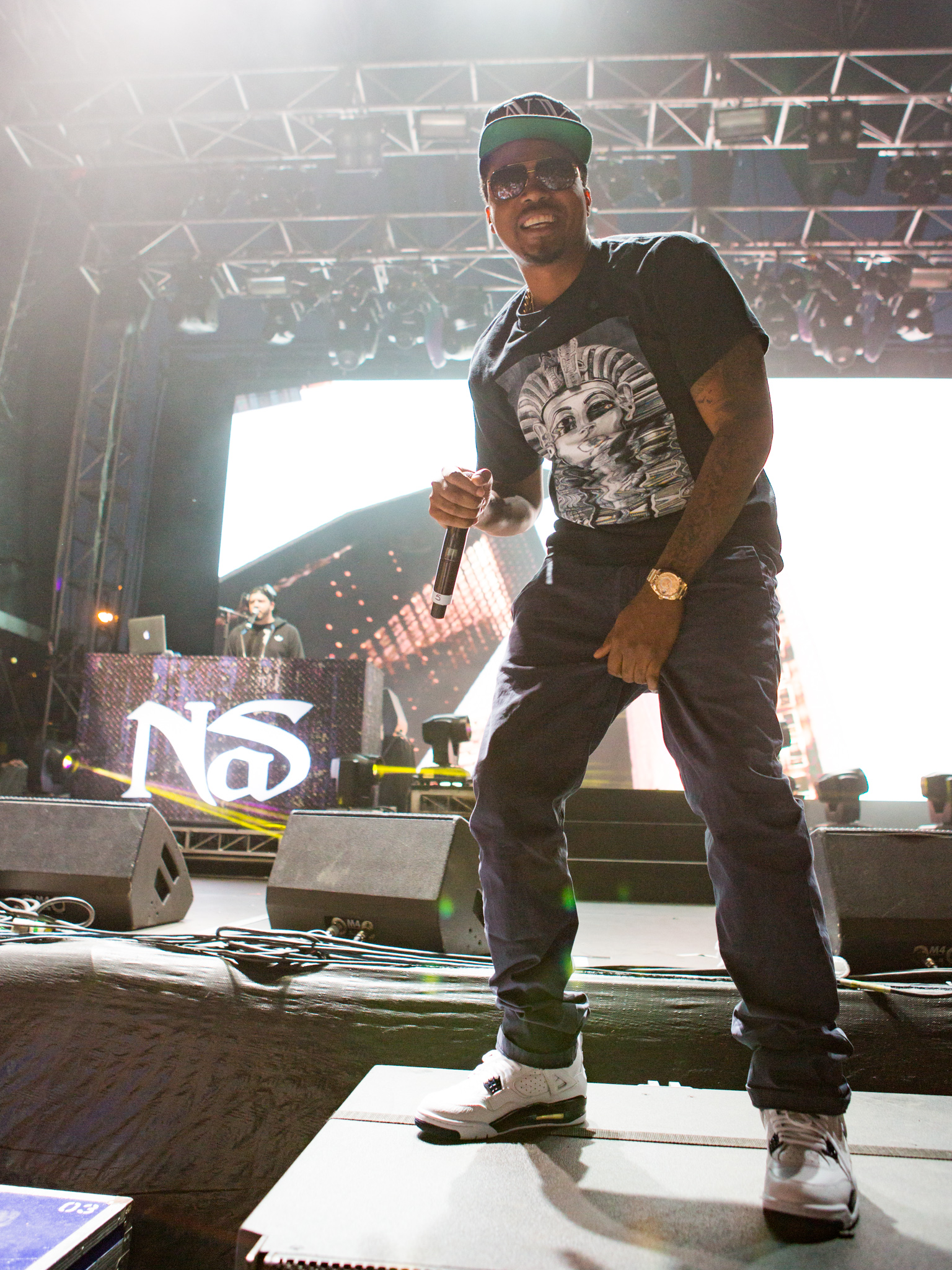
Nas (2015)

Als Vorabsingles zu Nas’ elftem Studioalbum Life Is Good, am 13. Juli 2012 veröffentlicht, erschienen Nasty und The Don am 17. August 2011 und dem 28. April 2012. Als letzte Singles kamen Daughters am 17. Juli 2012 und Accident Murderers, eine Zusammenarbeit mit dem Rapper Rick Ross, am 29. Oktober 2012.
2014 eröffnete Nas zusammen mit einem Geschäftspartner einen Sneaker-Laden in Las Vegas mit dem Namen 12AM RUN, welcher zwischenzeitlich (Stand: Dezember 2022) jedoch wieder geschlossen wurde.
Nachdem DJ Khaled bereits 2016 einen Song mit dem Titel Nas Album Done auf seinem Album Major Key veröffentlichte, kündigte Kanye West im Mai 2018 auf Twitter an, dass Nas' zwölftes Album am 15. Juni 2018 erscheinen wird. Erst einen Tag vor der geplanten Veröffentlichung wurde der Albumtitel, NASIR (nach Nas' Vornamen) bekanntgegeben. Das Album wurde unter anderem von Kanye West produziert und enthält Kollaborationen mit Diddy und The-Dream.
Inmitten der Proteste infolge des Todes von George Floyd in den USA im Sommer 2020 veröffentlichte Nas die Single Ultra Black, welche, wie auch alle weiteren Titel des neuen Albums, von Hit-Boy produziert wurde. Am 21. August 2020 erschien sein dreizehntes Studioalbum unter dem Titel King’s Disease, für das er nach zuvor 13 Nominierungen erstmals in seiner Karriere mit einem Grammy Award ausgezeichnet wurde. Das Album enthält unter anderen Gastbeiträge von Charlie Wilson, Big Sean, Anderson Paak Don Toliver sowie Lil Durk. Nas hat zudem die ehemalige Formation 'The Firm' (bestehend aus Nas, AZ, Foxy Brown und Cormega) reaktiviert und den Song Full Circle aufgenommen.
Im August 2021 veröffentlichte Nas die Fortsetzung des Albums, King's Disease II, auf welchem unter anderen Gastbeiträge von Lauryn Hill, Eminem und EPMD enthalten sind. Zu Weihnachten 2021 erschien unangekündigt ein weiteres von Hit-Boy produziertes Album unter dem Titel Magic, welches unter anderen den Song Wave Gods (mit A$AP Rocky und DJ Premier) enthielt. Im November 2022 wurde King's Disease III ohne jegliche Gastbeiträge veröffentlicht.

## Vorwurf des Missbrauchs
Nachdem die Sängerin Kelis sich 2010 von Nas hatte scheiden lassen, erhob sie 2018 den Vorwurf des Missbrauchs gegenüber dem Rapper. In einem Interview berichtete Kelis von Nas’ psychischem als auch physischem Missbrauch an ihr. Nach einem jahrelangen Streit um das Sorgerecht für den gemeinsamen Sohn Knight, der 2009 geboren wurde, habe die Sängerin laut eigener Aussage "absolut genug", weshalb sie sich nun öffentlich äußere. Nas reagierte zu den Vorwürfen auf Instagram und erklärte Kelis' Anschuldigungen seien gelogen und Verunglimpfung.

## Pseudonyme
Meistens wird er einfach Nas genannt, auf Alben wird sein Name oft auch als NaS dargestellt. Er benutzte viele Namen im Laufe seiner Karriere. Sein erstes Pseudonym Nasty Nas verwendete er von 1992 bis 1994 (Nasty bedeutet im deutschen so viel wie gemein). Bei der Veröffentlichung seines zweiten Albums It Was Written schlüpfte Nasir in die Rolle eines Mafia-Bosses und nannte sich Nas Escobar oder einfach nur Esco nach dem kolumbianischen Drogenbaron Pablo Escobar. Nas wollte damit einen kriminellen Lebensstil vorgeben, ähnlich wie The Notorious B.I.G., der sich zu Lebzeiten Frank White nannte. 1999 machte Nas mehrmals Anspielungen darauf, dass er der Hip-Hop-Messias und das goldene Kind sei. Im selben Jahr wechselte er seine Spitznamen von Esco zu Nastradamus nach dem französischen Propheten Nostradamus, der angeblich seine eigene Zukunft vorhersehen konnte (ähnlich wie Tupac Shakur mit der 7 Day Theory).
Nach dem Mord an Biggie Smalls, der viele Jahre lang am Olymp des New-York-Hip-Hop stand und unangefochtener King of New York war, standen Nas und Jay-Z sich als Rivalen bezüglich seiner Nachfolge gegenüber. Beide waren der festen Überzeugung, dass ihnen der Titel King of New York von nun an zustehe. 2002 nannte sich Nas God’s Son. Es hatte kein bestimmtes Leitmotiv, sondern einen religiösen Hintergrund (vermutlich stand es mit Jay-Z im Zusammenhang, der sich J-Hova nannte, was sich auf Jehova bezieht). Zwischenzeitlich nannte sich Nas auch noch QB’s Finest, Thug Poet und Street Poet. 2004 wurde God’s Son zum Street’s Disciple, also zum Jünger, der auf der Straße sein Handwerk lernte. Dieses Pseudonym trägt Nas bis heute.
Mit dem deutschen Rapper Kollegah veröffentlichte er zudem auf dem Album "Monument" ein Feature mit dem Namen "Continental".

## Diskografie
Studioalben

| Jahr | Titel              | Höchstplatzierung, Gesamtwochen, AuszeichnungChartplatzierungen (Jahr, Titel, Platzierungen, Wochen, Auszeichnungen, Anmerkungen) | Höchstplatzierung, Gesamtwochen, AuszeichnungChartplatzierungen (Jahr, Titel, Platzierungen, Wochen, Auszeichnungen, Anmerkungen) | Höchstplatzierung, Gesamtwochen, AuszeichnungChartplatzierungen (Jahr, Titel, Platzierungen, Wochen, Auszeichnungen, Anmerkungen) | Höchstplatzierung, Gesamtwochen, AuszeichnungChartplatzierungen (Jahr, Titel, Platzierungen, Wochen, Auszeichnungen, Anmerkungen) | Höchstplatzierung, Gesamtwochen, AuszeichnungChartplatzierungen (Jahr, Titel, Platzierungen, Wochen, Auszeichnungen, Anmerkungen) | Anmerkungen                                                   |
| Jahr | Titel              | DE | AT | CH | UK | US | Anmerkungen                                                   |
| ---- | ------------------ | --- | --- | --- | --- | --- | ------------------------------------------------------------- |
| 1994 | Illmatic           | — | — | — | UK57 Platin + Silber (Re-Release) · (1 Wo.)UK                                                                                     | US12 ×2Doppelplatin · (20 Wo.)US                                                                                                  | Erstveröffentlichung: 15. April 1994 Verkäufe: + 2.427.500    |
| 1996 | It Was Written     | DE16 (18 Wo.)DE | AT38 (7 Wo.)AT | CH25 (19 Wo.)CH | UK38 Gold · (10 Wo.)UK | US1 ×3Dreifachplatin · (34 Wo.)US                                                                                                 | Erstveröffentlichung: 2. Juli 1996 Verkäufe: + 4.100.000      |
| 1999 | I Am…              | DE16 (18 Wo.)DE | — | CH38 (7 Wo.)CH | UK31 Gold · (6 Wo.)UK | US1 ×2Doppelplatin · (25 Wo.)US                                                                                                   | Erstveröffentlichung: 6. April 1999 Verkäufe: + 2.100.000     |
| 1999 | Nastradamus        | DE45 (3 Wo.)DE | — | CH92 (1 Wo.)CH | UK90 Silber · (1 Wo.)UK | US7 Platin · (26 Wo.)US | Erstveröffentlichung: 23. November 1999 Verkäufe: + 1.060.000 |
| 2001 | Stillmatic         | DE64 (7 Wo.)DE | — | CH56 (10 Wo.)CH | UK92 Gold · (1 Wo.)UK | US5 Platin · (38 Wo.)US | Erstveröffentlichung: 18. Dezember 2001 Verkäufe: + 1.150.000 |
| 2002 | God’s Son          | DE89 (2 Wo.)DE | — | CH56 (4 Wo.)CH | UK57 Gold · (17 Wo.)UK | US12 Platin · (28 Wo.)US | Erstveröffentlichung: 10. Dezember 2002 Verkäufe: + 1.150.000 |
| 2004 | Street’s Disciple  | — | — | CH27 (5 Wo.)CH | UK45 Silber · (6 Wo.)UK | US5 Platin · (20 Wo.)US | Erstveröffentlichung: 30. November 2004 Verkäufe: + 1.060.000 |
| 2006 | Hip Hop Is Dead    | — | — | CH22 (10 Wo.)CH | UK68 Silber · (7 Wo.)UK | US1 Gold · (16 Wo.)US | Erstveröffentlichung: 15. Dezember 2006 Verkäufe: + 560.000   |
| 2008 | Untitled           | — | — | CH10 (9 Wo.)CH | UK23 (3 Wo.)UK | US1 Gold · (15 Wo.)US | Erstveröffentlichung: 11. Juli 2008 Verkäufe: + 500.000       |
| 2012 | Life Is Good       | DE24 (2 Wo.)DE | — | CH8 (7 Wo.)CH | UK8 (4 Wo.)UK | US1 Gold · (15 Wo.)US | Erstveröffentlichung: 13. Juli 2012 Verkäufe: + 500.000       |
| 2018 | Nasir              | DE59 (1 Wo.)DE | AT49 (1 Wo.)AT | CH12 (1 Wo.)CH | UK16 (2 Wo.)UK | US5 (4 Wo.)US | Erstveröffentlichung: 15. Juni 2018                           |
| 2020 | King’s Disease     | — | — | CH16 (1 Wo.)CH | UK24 (1 Wo.)UK | US5 (3 Wo.)US | Erstveröffentlichung: 21. August 2020                         |
| 2021 | King’s Disease II  | DE52 (1 Wo.)DE | AT48 (1 Wo.)AT | CH6 (4 Wo.)CH | UK20 (2 Wo.)UK | US3 (3 Wo.)US | Erstveröffentlichung: 5. August 2021                          |
| 2021 | Magic              | — | — | CH34 (2 Wo.)CH | UK95 (1 Wo.)UK | US27 (2 Wo.)US | Erstveröffentlichung: 24. Dezember 2021                       |
| 2022 | King’s Disease III | — | — | CH42 (1 Wo.)CH | UK48 (1 Wo.)UK | US10 (2 Wo.)US | Erstveröffentlichung: 11. November 2022                       |
| 2023 | Magic 2            | — | — | — | — | US52 (1 Wo.)US | Erstveröffentlichung: 21. Juli 2023                           |
| 2023 | Magic 3            | — | — | — | — | US65 (1 Wo.)US | Erstveröffentlichung: 14. September 2023                      |

## Filmografie

### Filme
- 1998: Belly
- 1999: Undercover – In Too Deep
- 2001: Sacred Is The Flesh
- 2001: Ticker
- 2003: Murda Muzik
- 2003: Uptown Girls – Eine Zicke kommt selten allein
- 2010: Hawaii Five-O
- 2013: Black Nativity
- 2016: The Get Down
- 2021: Monster! Monster?

### DVD-Material
- 1999: Nas: Video Anthology Vol. 1
- 2000: Nas & Mobb Deep – Queensbridge Motherfuckers
- 2002: Made You Look: God’s Son Live
- 2006: Beyond Beef: Jay-Z & Nas